# اتحادیه سندیکای کارگران ایران
اتحادیه سندیکای کارگران ایران که با نام اختصاری اسکی هم شناخته می‌شود، یک مرکز سندیکایی در ایران بود. این کار به ابتکار وزارت کار و تبلیغات در شهریور ۱۳۲۵ و با هدف صریح رقابت با شورای متحده مرکزی اتحادیه کارگران و زحمتکشان ایران به رهبری توده تأسیس شد. وظیفه راه اندازی اسکی به مهدی شریف امامی، مدیر بخش حل اختلاف وزارت کار و تبلیغات محول شده بود. اسکی روزنامه کارگران ایران را منتشر می‌کرد. اسکی همچنین عضو بنیانگذار کنفدراسیون بین‌المللی اتحادیه‌های کارگری آزاد بود.

## مشخصات
حزب توده از راه اندازی اسکی به شدت انتقاد کرد و آن را به عنوان «اتحادیه زرد» محکوم کرد.
در شرکتهای دولتی، کارگران برای حفظ شغل خود موظف شدند به اسکی بپیوندند. در بخشهای دیگر برای فشار به کارگران برای پیوستن به اسکی از زور و رشوه استفاده می‌شد. قدرت اسکی در کارخانه‌های راه‌آهن، کارخانه‌های مهمات سازی و صنایع دخانیات متمرکز شده بود.
با این حال، اسکی موفقیت محدودی داشت. بین ارقام رسمی عضویت (به عنوان بزرگترین مرکز اتحادیه از نظر عضویت در کشور در آن زمان) و تعداد پیروان واقعی یک فاصله مشخص وجود داشت. رهبران اسکی به‌طور کلی سازمان دهندگان کار با تجربه نبودند. در تجزیه و تحلیل وابسته کار آمریکا، ویلیام ج. هندلی، ESKI در دست کارمندان دولت بود که از نظر هندلی، «از نظر اجتماعی بی سواد» بودند.
در تاریخ ۱۲ نوامبر ۱۹۴۶، توده برای محکوم کردن قتل یک کارگر راه‌آهن یک اعتصاب سراسری ۲۴ ساعته ایجاد کرد. حزب توده همچنین اسکی را به استخدام اراذل و اوباش برای انجام ترور متهم کرد.

## تغییر در رهبری
هنگامی که شورای کارگران به رهبری توده در ماه مه ۱۹۴۷ سرکوب شد، ESKI امیدوار بود که بتواند خلأ را پر کند، اما چنین تحولی هرگز رخ نداد. ESKI همچنین درگیر دسیسه‌های سیاسی میان حزب دموکرات احمد قوام ایران از یک سو و دربار و ارتش شاهنشاهی از سوی دیگر بود. شریف امامی به عنوان رئیس اسکی برکنار شد و خسرو هدایت (مدیر کل سازمان راه‌آهن کشور و وفادار به دادگاه از اشراف) جایگزین شد.

## همکاری با امکا
در تاریخ ۷ شهریور ۱۳۲۶،، اتحادیه مرکزی کارگران و کشاورزان ایران (امکا) (مرکز صنفی دیگری، که با انشعاب اسکی در سال ۱۹۴۷ شکل گرفت) و اتحادیه کوچک دیگری توافق‌نامه ای را برای هماهنگی فعالیت‌های خود امضا کردند. شورای متحده مرکزی اتحادیه کارگران و زحمتکشان ایران از پیوستن به همکاری خودداری کرده بود. با این حال، این معامله فقط دو هفته طول کشید و پس از آن اسکی و امکا گروه سوم را حذف کردند. در ۲۸ اکتبر ۱۹۴۷، اسکی و امکا کنگره کارگری را در تهران ترتیب دادند. در حال حاضر ۸۴ نماینده اسکی و ۴۶ نماینده اتحادیه مرکزی کارگران و کشاورزان ایران حضور داشتند. همکاری اسکی و اتحادیه مرکزی کارگران و کشاورزان ایران دوام نیاورد. و در دسامبر ۱۹۴۷، اندکی پس از وقفه بین دو مرکز، اراذل و اوباش اسکی حمله ای را به ساختمان باشگاه امکا انجام دادند. حمله به اتحادیه مرکزی کارگران و کشاورزان ایران باعث بی‌اعتبار شدن اسکی شد.

## دوره آخر
در آذرماه ۱۳۲۶، اسکی ادعا کرد که ۷۵۰۰۰ نفر در این اتحادیه عضو هستند.
در اولین کنگره اسکی که در نوامبر ۱۹۴۹ برگزار شد، از ۳۶ نماینده ۲۱ نفر مهندس بودند. فقط دو نماینده کارگر بودند.
در کنگره کارگری که در فوریه ۱۹۵۱ برگزار شد، مرکز صنفی جدیدی به نام کنگره اتحادیه‌های کارگری ایران تشکیل شد. ESKI و EMKA هر دو در ITUC ادغام شدند. ITUC عضویت ESKI در ICFTU را به ارث برد.